# Liste des vols de Redstone
Cette liste concerne tous les vols des fusées de la famille Redstone.

## Lancements
- Préliminaire : ancienne version du fuselage du Redstone
- Recherche et développement : a comme objectif d’expérimenter pour le développement du Redstone.

| Historique des vols | Historique des vols | Historique des vols                                        | Historique des vols | Historique des vols                         | Historique des vols | Historique des vols                        | Historique des vols | Historique des vols | Historique des vols |
| Vol n°              | Numéro de série     | Véhicule                                                   | Date de lancement   | Site de lancement                           | Pad de tir          | Charge utile particulière                  | Notes | Résultat            | Image               |
| ------------------- | ------------------- | ---------------------------------------------------------- | ------------------- | ------------------------------------------- | ------------------- | ------------------------------------------ | --- | ------------------- | ------------------- |
| 1                   | RS-01 / RS-XH       | PGM-11 Redstone préliminaire de recherche et développement | 20 août 1953        | Cape Canaveral                              | LC-4                |                                            | Échec : environ 80 secondes après le décollage, le système de contrôle LEV-3 subit un dysfonctionnement. Commande de coupure au sol donnée causant l'échec du test.                                                               | Échec               |                     |
| 2                   | RS-02 / RS-XU       | PGM-11 Redstone préliminaire de recherche et développement | 27 janvier 1954     | Cape Canaveral                              | LC-4                |                                            | | Succès              |                     |
| 3                   | RS-03 / RS-XN       | PGM-11 Redstone préliminaire de recherche et développement | 5 mai 1954          | Cape Canaveral                              | LC-4                |                                            | | Échec               |                     |
| 4                   | RS-04 / RS-XT       | PGM-11 Redstone préliminaire de recherche et développement | 18 août 1954        | Cape Canaveral                              | LC-4                |                                            | Échec : Un dysfonctionnement du régulateur du générateur de vapeur a causé une chute de la pression de combustion. | Échec               |                     |
| 5                   | RS-06 / RS-XV       | PGM-11 Redstone préliminaire de recherche et développement | 17 novembre 1954    | Cape Canaveral                              | LC-4                |                                            | Échec : La manœuvre de lacet programmée au sol a causé une perte de contrôle du missile à 80 secondes, provoquant un comportement erratique de la centrale. Erreur humaine dans la sélection des impulsions de manœuvre de lacet. | Échec               |                     |
| 6                   | RS-08 / RS-XL       | PGM-11 Redstone préliminaire de recherche et développement | 9 février 1955      | Cape Canaveral                              | LC-4                |                                            | | Échec               |                     |
| 7                   | RS-09 / RS-XE       | PGM-11 Redstone préliminaire de recherche et développement | 20 avril 1955       | Cape Canaveral                              | LC-6                |                                            | Échec : environ 310 secondes après le décollage, le système de guidance subit un dysfonctionnement dû à une perte de pression, causant l'échec du test                                                                            | Échec               |                     |
| 8                   | RS-10 / RS-HX       | PGM-11 Redstone préliminaire de recherche et développement | 25 mai 1955         | Cape Canaveral                              | LC-6                |                                            | | Échec               |                     |
| 9                   | RS-07 / RS-XI       | PGM-11 Redstone préliminaire de recherche et développement | 31 août 1955        | Cape Canaveral                              | LC-6                |                                            | | Échec               |                     |
| 10                  | RS-11 / RS-HH       | Jupiter-A préliminaire                                     | 22 septembre 1955   | Cape Canaveral                              | LC-6                |                                            | Note : Premier vol avec système de guidage complet | Échec               |                     |
| 11                  | RS-12 / RS-HU       | Jupiter-A préliminaire                                     | 6 décembre 1955     | Cape Canaveral                              | LC-6                |                                            | Note : Premier vol réussi avec guidage inertiel | Succès              |                     |
| 12                  | RS-18 / RS-HL       | Jupiter-A préliminaire                                     | 15 mars 1956        | Cape Canaveral                              | LC-6                |                                            | Note : Le premier lancement de Jupiter A par l'ABMA, un missile Redstone modifié équipé d'éléments du système de navigation et de contrôle inertiel du Jupiter IRBM.                                                              | Échec               |                     |
| 13                  | RS-19 / RS-HE       | Jupiter-A                                                  | 16 mai 1956         | Cape Canaveral                              | LC-6                |                                            | | Échec               |                     |
| 14                  | CC-13 / CC-HN       | Jupiter-A                                                  | 19 juillet 1956     | Cape Canaveral                              | LC-5                |                                            | Note : Premier missile construit par la Chrysler Corporation | Échec               |                     |
| 15                  | RS-20 / RS-UX       | Jupiter-A                                                  | 8 août 1956         | Cape Canaveral                              | LC-6                |                                            | | Succès              |                     |
| 16                  | RS-27 / RS-UI       | Jupiter-C                                                  | 20 septembre 1956   | Cape Canaveral                              | LC-6                |                                            | | Succès              |                     |
| 17                  | CC-14 / CC-HT       | Jupiter-A préliminaire                                     | 18 octobre 1956     | Cape Canaveral                              | LC-6                |                                            | | Succès              |                     |
| 18                  | RS-25 / RS-US       | Jupiter-A                                                  | 31 octobre 1956     | Cape Canaveral                              | LC-6                |                                            | Échec : Commande de coupure au sol donnée après 10 secondes de vol en raison d'un dysfonctionnement du gyroscope de lacet. | Échec               |                     |
| 19                  | RS-28 / RS-UL       | Jupiter-A                                                  | 14 novembre 1956    | Cape Canaveral                              | LC-6                |                                            | Note : Guidage LEV-3 utilisé plutôt que ST-80 | Échec               |                     |
| 20                  | CC-15 / CC-HS       | Jupiter-A                                                  | 29 novembre 1956    | Cape Canaveral                              | LC-6                |                                            | | Succès              |                     |
| 21                  | RS-22 / RS-UU       | Jupiter-A                                                  | 19 décembre 1956    | Cape Canaveral                              | LC-6                |                                            | Note : Carburant Hydyne utilisé | Échec               |                     |
| 22                  | CC-16 / CC-HV       | Jupiter-A                                                  | 19 janvier 1957     | Cape Canaveral                              | LC-6                |                                            | | Échec               |                     |
| 23                  | CC-32 / CC-NU       | Jupiter-A                                                  | 14 mars 1957        | Cape Canaveral                              | LC-6                |                                            | Note : Premier missile expédié directement de Chrysler au site de test | Échec               |                     |
| 24                  | CC-30 / CC-NX       | Jupiter-A                                                  | 28 mars 1957        | Cape Canaveral                              | LC-6                |                                            | | Succès              |                     |
| 25                  | RS-34 / RS-NT       | Jupiter-C                                                  | 15 mai 1957         | Cape Canaveral                              | LC-6                |                                            | | Échec               |                     |
| 26                  | CC-31 / CC-NH       | Jupiter-A                                                  | 26 juin 1957        | Cape Canaveral                              | LC-6                |                                            | | Échec               |                     |
| 27                  | CC-35 / CC-NS       | Jupiter-A                                                  | 12 juillet 1957     | Cape Canaveral                              | LC-6                |                                            | | Succès              |                     |
| 28                  | CC-37 / CC-NI       | Jupiter-A                                                  | 26 juillet 1957     | Cape Canaveral                              | LC-6                |                                            | | Succès              |                     |
| 29                  | RS-40 / RS-TX       | Jupiter-C                                                  | 8 août 1957         | Cape Canaveral                              | LC-6                |                                            | | Succès              |                     |
| 30                  | CC-38 / CC-NL       | Jupiter-A                                                  | 11 septembre 1957   | Cape Canaveral                              | LC-6                |                                            | | Échec               |                     |
| 31                  | CC-39 / CC-NE       | Jupiter-A                                                  | 2 octobre 1957      | Cape Canaveral                              | LC-6                |                                            | Note : Premier essai en vol du moteur North American Aviation Rocketdyne A-6 avec une poussée au niveau de la mer de 78 000 lbs.                                                                                                  | Succès              |                     |
| 32                  | CC-41 / CC-TH       | Jupiter-A                                                  | 31 octobre 1957     | Cape Canaveral                              | LC-6                |                                            | | Échec               |                     |
| 33                  | CC-42 / CC-TU       | Jupiter-A                                                  | 11 décembre 1957    | Cape Canaveral                              | LC-6                |                                            | Note : Test du kit d'adaptation Hardtack | Succès              |                     |
| 34                  | CC-45 / CC-TS       | Jupiter-A                                                  | 15 janvier 1958     | Cape Canaveral                              | LC-6                |                                            | Note : Test de la nacelle Hardtack | Succès              |                     |
| 35                  | RS-29 / RS-UE       | Juno I                                                     | 1er février 1958    | Cape Canaveral                              | LC-26A              | Premier satellite américain, Explorer 1    | | Succès              |                     |
| 36                  | CC-46 / CC-TV       | Jupiter-A                                                  | 12 février 1958     | Cape Canaveral                              | LC-6                |                                            | Note : Test du kit d'adaptation Hardtack | Succès              |                     |
| 37                  | CC-43 / CC-TN       | Jupiter-A                                                  | 27 février 1958     | Cape Canaveral                              | LC-6                |                                            | | Succès              |                     |
| 38                  | RS-26 / RS-UV       | Juno I                                                     | 5 mars 1958         | Cape Canaveral                              | LC-26A              | Satellite Explorer 2                       | | Échec               |                     |
| 39                  | RS-24 / RS-UT       | Juno I                                                     | 26 mars 1958        | Cape Canaveral                              | LC-5                | Satellite Explorer 3                       | | Succès              |                     |
| 40                  | RS-1002             | PGM-11 Redstone Block I                                    | 17 mai 1958         | Cape Canaveral                              | LC-5                |                                            | Note : Tiré par le 217e bataillon. | Succès              |                     |
| 41                  | CC-1004             | PGM-11 Redstone Block I                                    | 3 juin 1958         | Polygone d'essais de missile de White Sands | LC36                |                                            | Note : Tiré par le 217e bataillon. | Succès              |                     |
| 42                  | CC-54 / CC-ST       | PGM-11 Redstone                                            | 12 juin 1958        | Cape Canaveral                              | LC-6                |                                            | | Succès              |                     |
| 43                  | CC-48 / CC-TL       | PGM-11 Redstone Block I                                    | 25 juin 1958        | Cape Canaveral                              | LC-6                |                                            | | Échec               |                     |
| 44                  | RS-44 / RS-TT       | Juno I                                                     | 26 juillet 1958     | Cape Canaveral                              | LC-5                | Satellite Explorer 4                       | | Succès              |                     |
| 45                  | CC-50 / CC-SX       | PGM-11 Redstone Hardtack                                   | 1er août 1958       | Atoll Johnston                              | LC-1                | Hardtack-1 Teak (Ogive W39) / 4 Capsules   | Note : Premier essai d'arme nucléaire lancé par fusée. Nike-Zeus ABM pris en charge | Échec               |                     |
| 46                  | CC-51 / CC-SH       | PGM-11 Redstone Hardtack                                   | 12 août 1958        | Atoll Johnston                              | LC-2                | Hardtack-1 Orange (Ogive W39) / 4 Capsules | | Échec               |                     |
| 47                  | RS-47 / RS-TI       | Juno I                                                     | 24 août 1958        | Cape Canaveral                              | LC-5                | Satellite Explorer 5                       | Échec : Le deuxième étape s'est allumé dans le mauvais sens. Le Redstone possède les indicatifs 13 (HEN, alors qu'en réalité, c'est 47                                                                                            | Échec               |                     |
| 48                  | CC-56 / CC-SV       | PGM-11 Redstone                                            | 17 septembre 1958   | Cape Canaveral                              | LC-6                |                                            | Note : Manœuvre programmée à la rentrée et à l'impact en eau profonde. Enquête précise impossible | Échec               |                     |
| 49                  | RS-49 / RS-TE       | Juno I                                                     | 23 octobre 1958     | Cape Canaveral                              | LC-5                |                                            | Échec : La séparation prématurée de l'étage supérieur causant une défaillance structurelle a empêché le satellite d'être placée avec succès en orbite. Le Redstone possède les indicatifs 19 (HE), alors qu'en réalité, c'est 49  | Échec               |                     |
| 50                  | CC-57 / CC-SI       | PGM-11 Redstone                                            | 6 novembre 1958     | Cape Canaveral                              | LC-6                |                                            | | Succès              |                     |
| 51                  | CC-1010             | PGM-11 Redstone                                            | 19 janvier 1959     | Polygone d'essais de missile de White Sands | ALA-3               |                                            | Note : Aussi la première fusée à tir statique à Polygone d'essais de missile de White Sands ? Tiré par le 46e groupe de missiles d'artillerie de campagne                                                                         | Échec               |                     |
| 52                  | CC-1011             | PGM-11 Redstone                                            | 16 février 1959     | Polygone d'essais de missile de White Sands | ALA-3               |                                            | Note : Tiré par le 46e groupe de missiles d'artillerie de campagne | Échec               |                     |
| 53                  | CC-1016             | PGM-11 Redstone                                            | 10 mars 1959        | Polygone d'essais de missile de White Sands | ALA-3               |                                            | | Succès              |                     |
| 54                  | CC-1013             | PGM-11 Redstone                                            | 12 mai 1959         | Polygone d'essais de missile de White Sands | ALA-3               |                                            | | Échec               |                     |
| 55                  | CC-2003             | PGM-11 Redstone                                            | 22 juillet 1959     | Cape Canaveral                              | LC-26A              |                                            | | Échec               |                     |
| 56                  | CC-2004             | PGM-11 Redstone / Jupiter-A                                | 5 août 1959         | Cape Canaveral                              | LC-26A              |                                            | | Échec               |                     |
| 57                  | CC-1018             | PGM-11 Redstone                                            | 18 septembre 1959   | Polygone d'essais de missile de White Sands | ALA-3               | Transport d'une capsule TV-1               | | Succès              |                     |
| 58                  | CC-2011             | PGM-11 Redstone                                            | 26 janvier 1960     | Polygone d'essais de missile de White Sands | ALA-3               | Transport d'une capsule TV-1               | | Succès              |                     |
| 59                  | CC-2014             | PGM-11 Redstone                                            | 15 mars 1960        | Polygone d'essais de missile de White Sands | ALA-3               | Transport d'une capsule TV-1               | Note : Tiré par la 46e batterie A du FAMG | Succès              |                     |
| 60                  | CC-2020             | PGM-11 Redstone                                            | 22 mars 1960        | Cape Canaveral                              | LC-6                |                                            | | Échec               |                     |
| 61                  | CC-2021             | PGM-11 Redstone                                            | 15 avril 1960       | Polygone d'essais de missile de White Sands | ALA-3               | Transport d'une capsule TV-1               | | Succès              |                     |
| 62                  | CC-1019             | PGM-11 Redstone                                            | 6 juillet 1960      | Fort Wingate                                | LC-1                |                                            | | Succès              |                     |
| 63                  | CC-2023             | PGM-11 Redstone                                            | 10 août 1960        | Cape Canaveral                              | LC-6                |                                            | | Échec               |                     |
| 64                  | CC-2037             | PGM-11 Redstone                                            | 5 octobre 1960      | Cape Canaveral                              | LC-6                |                                            | | Échec               |                     |
| 65                  | CC-2022             | PGM-11 Redstone                                            | 6 octobre 1960      | Polygone d'essais de missile de White Sands | ALA-3               | Transport d'une capsule TV-1               | Note : Tiré par la 46e batterie B du FAMG. Le missile possède une unité de poussée d'un PGM-11 Redstone tactique et d'une unité arrière avec une section d'ogive de PGM-11 Redstone R&D.                                          | Échec               |                     |
| 66                  | MRLV-1              | Mercury-Redstone                                           | 21 novembre 1960    | Cape Canaveral                              | LC-5                | Mercury-Redstone 1 (en)                    | Échec : Test d'abandon accidentel réussi | Échec               |                     |
| 67                  | MRLV-3              | Mercury-Redstone                                           | 19 décembre 1960    | Cape Canaveral                              | LC-5                | Mercury-Redstone 1A (en)                   | | Succès              |                     |
| 68                  | CC-2038             | PGM-11 Redstone                                            | 22 janvier 1961     | Cape Canaveral                              | LC-6                |                                            | | Succès              |                     |
| 69                  | MRLV-2              | Mercury-Redstone                                           | 31 janvier 1961     | Cape Canaveral                              | LC-5                | Mercury-Redstone 2                         | Note : Vol du singe Ham. | Succès              |                     |
| 70                  | CC-2040             | PGM-11 Redstone                                            | 8 mars 1961         | Cape Canaveral                              | LC-6                |                                            | | Succès              |                     |
| 71                  | MRLV-5              | Mercury-Redstone                                           | 24 mars 1961        | Cape Canaveral                              | LC-5                | Mercury-Redstone BD                        | | Succès              |                     |
| 72                  | MRLV-7              | Mercury-Redstone                                           | 5 mai 1961          | Cape Canaveral                              | LC-5                | Mercury-Redstone 3                         | Note : Vol du premier astronaute américain, Alan Shepard. | Succès              |                     |
| 73                  | CC-2042             | PGM-11 Redstone                                            | 18 mai 1961         | Cape Canaveral                              | LC-6                |                                            | | Succès              |                     |
| 74                  | CC-2043             | PGM-11 Redstone                                            | 27 juin 1961        | Cape Canaveral                              | LC-6                |                                            | | Échec               |                     |
| 75                  | CC-1005             | PGM-11 Redstone                                            | 6 juillet 1961      | Fort Wingate                                | LC-1                |                                            | | Succès              |                     |
| 76                  | MRLV-8              | Mercury-Redstone                                           | 21 juillet 1961     | Cape Canaveral                              | LC-5                | Mercury-Redstone 4                         | Note : Vol de Virgil Grissom | Succès              |                     |
| 77                  | CC-1009             | PGM-11 Redstone                                            | 1er août 1961       | Fort Wingate                                | LC-1                |                                            | | Échec               |                     |
| 78                  | CC-1006             | PGM-11 Redstone                                            | 1er septembre 1961  | Fort Wingate                                | LC-1                |                                            | | Succès              |                     |
| 80                  | CC-1012             | PGM-11 Redstone                                            | 1er octobre 1961    | Fort Wingate                                | LC-1                |                                            | | Succès              |                     |
| 81                  | CC-1008             | PGM-11 Redstone                                            | 5 décembre 1961     | Polygone d'essais de missile de White Sands | ZURF                |                                            | | Succès              |                     |
| 82                  | CC-1014             | PGM-11 Redstone                                            | 1er juin 1962       | Fort Wingate                                | LC-1                |                                            | | Succès              |                     |
| 83                  | CC-1017             | PGM-11 Redstone                                            | 1er juillet 1962    | Fort Wingate                                | LC-1                |                                            | | Succès              |                     |
| 84                  | CC-1007             | PGM-11 Redstone                                            | 1er août 1962       | Fort Wingate                                | LC-1                |                                            | | Semi-échec          |                     |
| 85                  | CC-1015             | PGM-11 Redstone                                            | 1er août 1962       | Fort Wingate                                | LC-1                |                                            | | Semi-échec          |                     |
| 86                  | CC-2033             | PGM-11 Redstone                                            | 5 août 1963         | Fort Wingate                                |                     |                                            | | Succès              |                     |
| 87                  | CC-2015             | PGM-11 Redstone                                            | 10 septembre 1963   | Fort Wingate                                | LC-1                |                                            | | Échec               |                     |
| 88                  | CC-2044             | PGM-11 Redstone                                            | 23 septembre 1963   | Fort Wingate                                | LC-1                |                                            | | Succès              |                     |
| 89                  | CC-2005             | PGM-11 Redstone                                            | 5 octobre 1963      | Fort Wingate                                | LC-1                |                                            | | Succès              |                     |
| 90                  | CC-2008             | PGM-11 Redstone                                            | 19 août 1964        | Fort Wingate                                | LC-1                |                                            | | Succès              |                     |
| 91                  | CC-2036             | PGM-11 Redstone                                            | 29 novembre 1965    | Île San Nicolas                             | LC-1                |                                            | | Succès              |                     |
| 92                  | 20??                | PGM-11 Redstone                                            | 13 décembre 1965    | Île San Nicolas                             | LC-1                |                                            | | ?                   |                     |
| 93                  | 20??                | Redstone Sparta                                            | 28 novembre 1966    | Zone interdite de Woomera                   | LA-8                | SV1 Sparta 1                               | | Échec               |                     |
| 94                  | CC-2034             | Redstone Sparta                                            | 13 décembre 1966    | Zone interdite de Woomera                   | LA-8                | SV2 Sparta 2                               | | Succès              |                     |
| 95                  | 20??                | Redstone Sparta                                            | 20 avril 1967       | Zone interdite de Woomera                   | LA-8                | SV3 Sparta 3                               | | Succès              |                     |
| 96                  | CC-2032             | Redstone Sparta                                            | 4 juillet 1967      | Zone interdite de Woomera                   | LA-8                | SV4 Sparta 4                               | | Succès              |                     |
| 97                  | CC-2009             | Redstone Sparta                                            | 24 juillet 1967     | Zone interdite de Woomera                   | LA-8                | SV5 Sparta 5                               | | Succès              |                     |
| 98                  | CC-2039             | Redstone Sparta                                            | 17 août 1967        | Zone interdite de Woomera                   | LA-8                | SV6 Sparta 6                               | | Succès              |                     |
| 99                  | CC-2012             | Redstone Sparta                                            | 15 septembre 1967   | Zone interdite de Woomera                   | LA-8                | SV7 Sparta 7                               | | Succès              |                     |
| 100                 | CC-2030             | Redstone Sparta                                            | 11 octobre 1967     | Zone interdite de Woomera                   | LA-8                | SV8 Sparta 8                               | | Succès              |                     |
| 101                 | CC-2041             | Redstone Sparta                                            | 31 octobre 1967     | Zone interdite de Woomera                   | LA-8                | SV9 Sparta 9                               | | Succès              |                     |
| 102                 | CC-2029             | Redstone Sparta                                            | 29 novembre 1967    | Zone interdite de Woomera                   | LA-8                | SV10 Wresat                                | Note : envoi du premier satellite australien. | Succès              |                     |